# Haimbachia leucopleuralis
Haimbachia leucopleuralis là một loài bướm đêm trong họ Crambidae.